# What Do You Know, Deutschland?
What Do You Know, Deutschland? è il secondo album della band KMFDM, pubblicato nel 1986.

## Tracce

### Z Records release (1986)
1. "Zip" (En Esch, Sascha Konietzko) – 5:11
2. "Deutsche Schuld" (Konietzko, Raymond Watts, Esch) – 4:45
3. "Sieg Sieg" (Konietzko, Watts, Esch) – 7:00
4. "Positiv" (Konietzko, Watts, Esch) – 3:25
5. "Conillon" (Konietzko, Watts, Esch) – 5:50
6. "What Do You Know?" (Watts) – 6:25
7. "Me I Funk" (Konietzko, Watts, Esch) – 8:14

### SkySaw Records release (1987)
1. "Kickin' Ass" (Konietzko, Watts, Esch) – 4:01
2. "Me I Funk" – 8:24
3. "What Do You Know?" – 5:56
4. "Zip" – 5:12
5. "Itchy Bitchy" (Konietzko, Watts, Jr. Blackmail) – 3:33
6. "Deutsche Schuld" – 4:48
7. "Sieg Sieg" – 5:36
8. "Positiv" – 3:31
9. "The Unrestrained Use of Excessive Force" (Watts) – 7:12

### Wax Trax!/TVT releases
1. "Kickin' Ass" – 4:03
2. "Me I Funk" – 8:19
3. "What Do You Know?" – 5:34
4. "Conillon" – 5:57
5. "Itchy Bitchy" – 3:35
6. "Deutsche Schuld" – 4:49
7. "Sieg Sieg" – 5:33
8. "Positiv" – 3:28
9. "Lufthans" (Jr. Blackmail) – 4:44
10. "Itchy Bitchy (Dance Version)" – 3:54
11. "The Unrestrained Use of Excessive Force" – 7:11

### Ristampa Metropolis Records
1. "Kickin' Ass" – 4:01
2. "Me I Funk" – 8:14
3. "What Do You Know?" – 6:25
4. "Zip" – 3:12
5. "Conillon" – 5:50
6. "Itchy Bitchy" – 3:33
7. "Deutsche Schuld" – 4:45
8. "Sieg Sieg" – 5:33
9. "Positiv" – 3:25
10. "Lufthans" – 4:48
11. "Itchy Bitchy (Dance Version)" – 4:00
12. "The Unrestained Use of Excessive Force" – 7:03

## Formazione
- Sascha Konietzko
- En Esch
- Nainz Watts
- Jr. Blackmail